# 梶野秀樹
梶野 秀樹（かじの ひでき）は、日本のベーシスト、ソングライター、編曲家。兵庫県芦屋市出身。愛称「かじやん」。
てつ100%でCBS・ソニーからデビュー。
解散後、小泉今日子、モダンチョキチョキズ、松浦亜弥、中澤裕子、吉澤ひとみなどのサポートを行う。シンガーソングライターの原かのことボサノヴァユニット "Castanhas" （カスターニャス）を組んで活動していた時期がある。

## 参加作品
- てつ100%
  - あと3cm[1]
  - Jack-In-The-Box
  - 素直
- モダンチョキチョキズ
  - くまちゃん
  - 別冊モダチョキ臨時増刊号（M 11 に参加）
- 平井堅
  - Stare At（M 12 キャッチボール 編曲、M 9 chorus、M 11.M 12 Bass 参加）[2]
- 小泉今日子
  - SING! SING!! SINGLES!!!
- 信長の野望・覇王伝
  - M 11 ほうき星（作詞）
- 松浦亜弥
  - Click you Link me（M 11 onlyone 作詞作曲）[3]
  - ライブバンドメンバー(B)
- 藤井尚之
  - My Life（M 3 奈落のラプソディー、M 7 ORESAMA♂ 作詞）